# Gellu Naum
Gellu Naum (* 1. August 1915 in Bukarest, Rumänien; † 29. September 2001) war einer der bedeutendsten rumänischen Schriftsteller und einer der letzten bedeutenden Surrealisten Europas.

## Leben
Gellu Naum war der Sohn des Poeten Andrei Naum, der bei der Schlacht in Mărășești umkam. Im Jahre 1926 begann er im Gymnasium Dimitrie Cantemir in Bukarest mit dem Schreiben und dichtete nach einer verlorenen Wette erstmals Verse. Sein Debüt als Schriftsteller erfolgte in Form zweier im Cuvantul publizierter Gedichte.
Zwischen 1933 und 1937 studierte Gellu Naum an der Universität Bukarest Philosophie. 1938 ging er auf Anraten seines Freundes Victor Brauner nach Paris, wo er das Philosophiestudium an der Sorbonne weiterführte. Seine Doktorarbeit beschäftigte sich mit Pierre Abélard. In Frankreich trat er, animiert von André Breton, in den Kreis der Surrealisten ein.
Im Jahre 1939 kehrte er zurück nach Rumänien, wo er zur Armee geschickt wurde. 1944 erkrankte er an den Spätfolgen des Aufenthaltes in der Armee.
Im Jahre 1941 entstand der Kreis der Surrealisten Rumäniens, bestehend aus Gellu Naum, Gherasim Luca, Dolfi Trost, Virgil Teodorescu und Paul Păun. Ihre Aktivität war in den Jahren 1945–1947 besonders intensiv. Breton äußerte dazu: „Das Zentrum der Welt ist nach Bukarest gezogen“.
Anfang des Jahres 1948 wurde die Gruppe der Surrealisten in Rumänien verboten und löste sich auf. Zwischen 1950 und 1953 unterrichtete Naum Philosophie am Agronomischen Institut, später verdiente er seinen Lebensunterhalt mit Übersetzungen vorwiegend französischer Literatur, darunter Denis Diderot, Stendhal, Victor Hugo und Jules Verne, aber auch aus dem Deutschen (Franz Kafka) und Englischen (Samuel Beckett). Seine eigenen Texte – außer einigen Kinderbüchern – durften zwanzig Jahre lang nicht erscheinen. Der surrealistische Kollege Jules Perahim illustrierte vier der Bücher.
1968 wurde das Publikationsverbot aufgehoben und er veröffentlichte weitere eigene Gedichtbände, so zum Beispiel Athanor (1968), Mein müder Vater (1972) Poeme Alese (Ausgewählte Gedichte) (1974). Aus gesundheitlichen Gründen zog er sich nach Comana zurück, wo er mit seiner Frau Lyggia (seit 1946 verheiratet) lebte. Sie wurde zur Hauptperson in seinem Buch Zenobia, das 1985 erschien.
Ab 1990 wurde er häufig nach Deutschland, Frankreich, Holland und in die Schweiz eingeladen, um dort aus seinen Werken vorzulesen. Gellu Naum war zeitlebens eng mit dem rumänischen Regisseur David Esrig befreundet. Seine Werke wurden in die wichtigsten Sprachen übersetzt und mit Preisen ausgezeichnet, u. a. 1999 mit dem Preis der Stadt Münster für Europäische Poesie.

## Werke (auf Deutsch)
- 1956: So ist Sanda. Ins Deutsche übertragen von Else Kornis. Jugendverlag, Bukarest 1956, DNB 577295292.
- Die Abenteuer des Matei Gulliver. Jugendverlag, Bukarest 1958, DNB 577295284.
- Das Buch von Apollodor. Übersetzt von Franz Johannes Bulhardt, Jugendverlag, Bukarest 1963, DNB 453540333.
- Der Pinguin Apollodor. Aus dem Rumänischen übertragen von Rolf Bossert. Ion-Creangă-Verlag, Bukarest 1982, DNB 880975733.
- Zähne von Worten zermalmt. Übersetzt von Anemone Latzina. Kriterion-Verlag, Bukarest 1983, DNB 880036818.
- Zenobia. Übersetzt von Georg Aescht, Nachwort von Max Blaeulich, Wieser, Klagenfurt / Salzburg 1990, ISBN 3-85129-024-0.
- Black Box. Poeme. Übersetzt von Oskar Pastior und Georg Aescht. Wieser, Klagenfurt und Salzburg 1993, ISBN 3-85129-102-6.
- Rede auf dem Bahndamm an die Steine. Faţa şi suprafaţ. Gedichte. (zweisprachig) Übersetzt und mit einer Nachbemerkung von Oskar Pastior, mit einem Nachwort von Ernest Wichner. Ammann, Zürich 1998, ISBN 3-250-10358-6.
- Pohesie. Sämtliche Gedichte. (Deutschsprachige Gellu-Naum-Werkausgabe, Band 1). Übersetzt von Oskar Pastior und Ernest Wichner. Engeler, Basel / Weil am Rhein 2006, ISBN 3-938767-10-3.
- In Streiflicht – Eine Auswahl zeitgenössischer rumänischer Lyrik – Übersetzung Christian W. Schenk, Dionysos Verlag 1994, ISBN 3-9803871-1-9.